# Melissa Belote
Melissa Belote (n. 16 octombrie 1956, Washington, D.C., District of Columbia, SUA) este o înotătoare ce a reprezentat Statele Unite ale Americii, medaliată olimpică. A participat la două ediții ale Jocurilor Olimpice (1972, 1976) în care a câștigat 3 medalii de aur.